# Elaphoglossum pallidum
Elaphoglossum pallidum är en träjonväxtart som först beskrevs av Bak. och Jenman, och fick sitt nu gällande namn av Carl Frederik Albert Christensen. Elaphoglossum pallidum ingår i släktet Elaphoglossum och familjen Dryopteridaceae. Inga underarter finns listade.